# Taenaris arfakia
Taenaris arfakia är en fjärilsart som beskrevs av Embrik Strand 1917. Taenaris arfakia ingår i släktet Taenaris och familjen praktfjärilar. Inga underarter finns listade i Catalogue of Life.